# الحزب الشيوعي السوري اللبناني
الحزب الشيوعي اللبناني حزب سياسي شيوعي يعمل في سوريا ولبنان وأسس في عام 1924 في لبنان  من قبل اللبناني المقيم في مصر فؤاد الشمالي واللبناني يوسف يزبك والأرميني الوافد الى لبنان أرتين مادويان. سمي الحزب حزب الشعب اللبناني و امينه العام الاول كان المناضل النقابي فؤاد الشمالي ثم و بغرض انضمامه الى الكومنترن غير اسمه الى الحزب الشيوعي السوري اللبناني و اصبح السوري  خالد بكداش أمينه العام. هو الحزب الشيوعي العربي الاول رغم ان قرابة نصف اعضائه من الارمن و سكان انطاكية الاعضاء في عصبة سبارتاكوس التي اندمجت في الحزب السيوعي اللبناني ثم السوري اللبناني و الحزب الشيوعي الاول في المنطقة العربية رغم ان سبق وجوده افراد شيوعيين غير منتمظمين من اليعود خاصة في فلسطين و اوساظ ثقافية في كل من مصر و سوريا  و هو  أول حزب غالبية أعضائه عرب.
في السنوات الأولى دعم الحزب الثورة السورية الكبرى في عام 1925 ولكن تم قمعه بسرعة ولا يمكن أن يبدأ البناء إلا بعد إطلاق سراح قادة الحزب من السجن في عام 1928. كان فؤاد الشمالي ممثل الحزب في المؤتمر السادس للشيوعية الدولية في عام 1928. كما كان في عام 1928 أن الحزب على الرغم من عمله في كل من سوريا ولبنان فقد اعتمد اسم الحزب الشيوعي السوري مما يعكس التزامه بالوحدة السورية ورفض تقسيم المنطقة التاريخية تحت ولايات الاستعمار. لكنهم عادوا في وقت لاحق إلى الاسم الأصلي وفي عهد الانتداب الفرنسي كان حزب سري ثم صودر فيما بين 1936 و1939 من قبل حكومة الجبهة الشعبية الفرنسية ومرة أخرى في عام 1941. اتخذ الحزب خيارا جديدا من التعاون مع الحركة القومية وقلل من أهمية موضوعاته الاشتراكية في عام 1936 وفقا للمؤتمر السابع للشيوعية الدولية في عام 1935.
في وقت لاحق تم تقسيم الحزب إلى الحزب الشيوعي السوري والحزب الشيوعي اللبناني ولكن القرار الذي اتخذ في نهاية عام 1943 لم ينفذ إلا في عام 1964. بين هذين التاريخين حافظ الحزب على اللجنة المركزية المشتركة والمكتب السياسي.